# 红锌矿
红锌矿（英語：Zincite）是氧化鋅的礦物形式。它的晶體形式在自然界中非常稀有，除新澤西州Franklin Furnace和Sterling Hill礦區以外，該地區也以其許多熒光礦物而聞名。它具有六方晶系結構和取決於雜質存在的顏色。在Franklin Furnace中發現的红鋅礦呈紅色，主要是由於鐵和錳摻雜，並與硅锌矿和锌铁尖晶石共生。

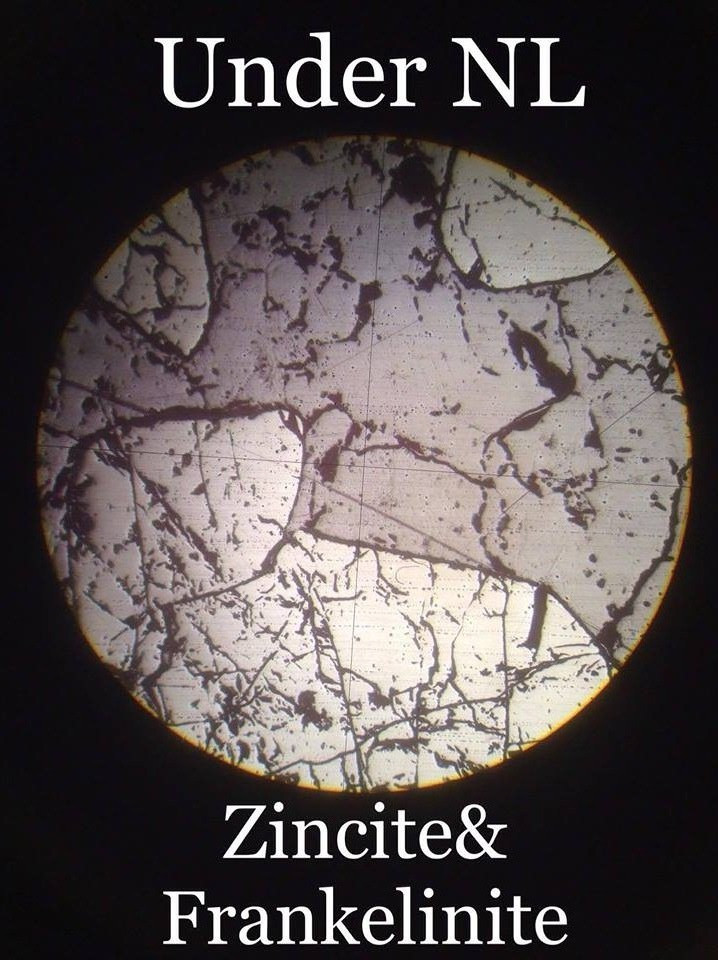
正常光下红锌矿和锌铁尖晶石的顯微圖像

红锌矿晶體可以人工生長，合成的红锌矿晶體可作為鋅冶煉的副產品獲得。合成晶體可以是無色的，也可以是從深紅色、橙色或黃色到淺綠色的顏色範圍。

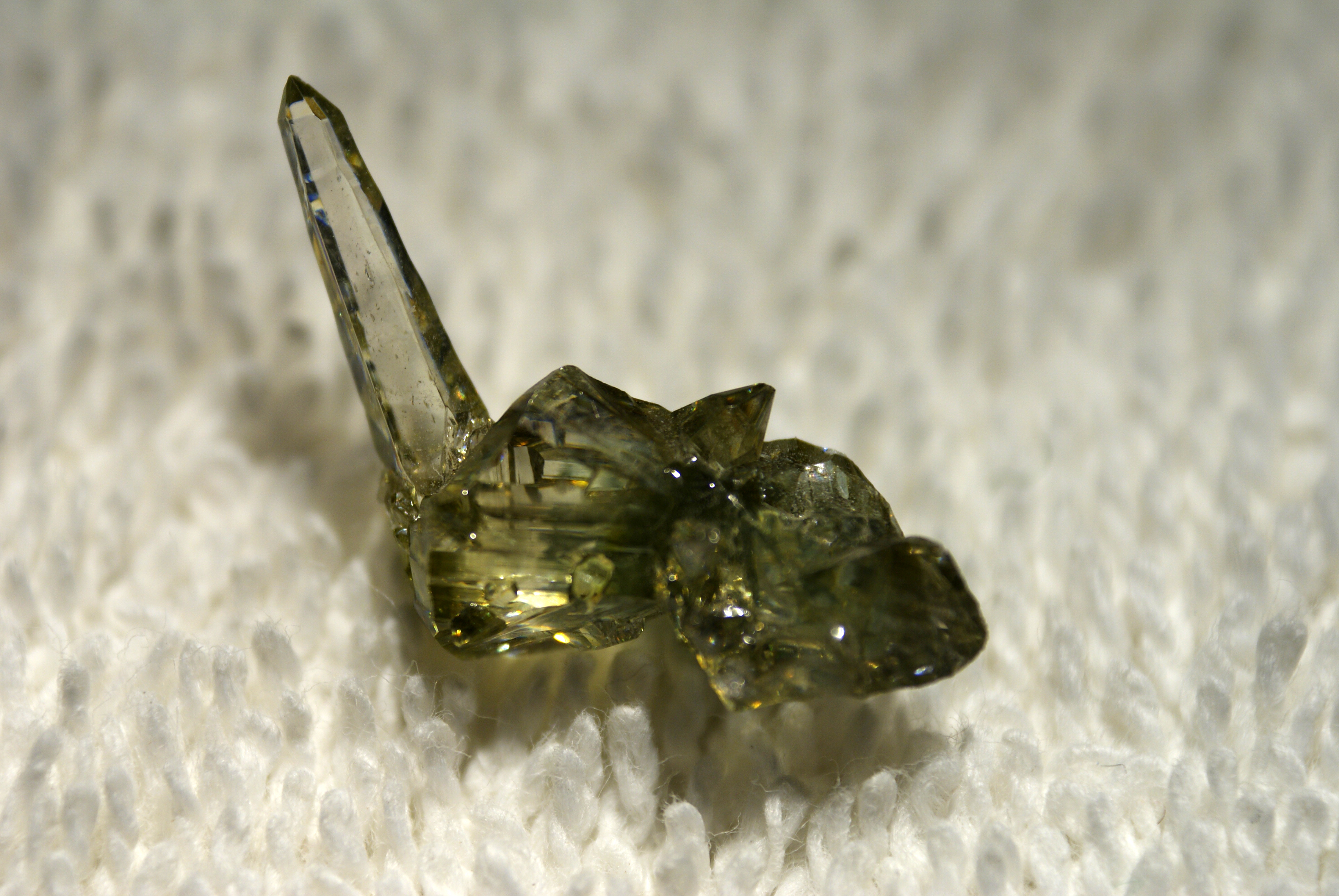
合成红锌矿晶體

天然和合成的红锌矿晶體在真空管出現之前的早期矿石收音机開發中作為半導體矿石检波器的早期使用具有重要意義。作為早期的無線電探測器，它與另一種礦物方鉛礦結合使用，這種設備被稱為猫须检波器。